# Fábio Coentrão
Fábio Alexandre da Silva Coentrão (Vila do Conde, 11 de março de 1988) é um ex-futebolista português que atuava como lateral-esquerdo ou ponta-esquerda.
Ganhou destaque na temporada de 2009–10, em parte, graças a Jorge Jesus, então treinador do Benfica, que o adaptou a lateral-esquerdo, onde jogou a maior parte da temporada. Jesus chegou a afirmar: "Vais ser o melhor lateral-esquerdo do mundo".
No dia 8 de novembro de 2009, Coentrão foi convocado pela primeira vez para a Seleção Portuguesa e fez a sua estreia contra a Bósnia, em jogo válido pelas eliminatórias da Copa do Mundo FIFA de 2010. Na ocasião, Portugal venceu por 1 a 0.
No seu país natal, além do Benfica, ele também jogou no Rio Ave, no Sporting e no Nacional.

## Carreira

### Rio Ave
Coentrão foi revelado nas categorias de base do Rio Ave, clube da sua cidade natal. Promovido à equipe principal em 2005, anos 17 anos, chegou a atuar em três jogos da Primeira Liga. Na temporada 2006–07, afirmou-se como primeira escolha no Rio Ave, que quase conseguiu a promoção de volta ao escalão principal, mas teve uma boa campanha na Taça de Portugal, acabada pelo Sporting com uma vitória dos leões por 2 a 1 em Lisboa, com Coentrão a marcar o golo do Rio Ave. Enquanto jogava na equipa de Vila do Conde, ganhou o apelido de "Figo das Caxinas". Após essa temporada, onde foi eleito "Jogador Revelação do Ano" da Segunda Liga, muitos clubes demonstraram interesse em Coentrão, principalmente o Sporting e o Benfica, tendo o jogador escolhido os "encarnados" em julho de 2007. O seu estilo de jogo foi comparado ao de Arjen Robben pela revista World Soccer.

### Benfica
No dia 1 de janeiro de 2008, tendo poucas oportunidades no Benfica, Coentrão juntou-se ao Nacional da Madeira, emprestado até o final da temporada. No dia 3 de maio, marcou duas vezes numa vitória por 3 a 0 fora de casa contra o já coroado e campeão Porto. Chegou a estar perto de assinar com o Feyenoord durante o período de transferências de 2008, com relatos de um acordo de empréstimo de um ano a ser anunciado na internet.

#### Empréstimos
Dois dias depois, no entanto, juntou-se ao Zaragoza, recém-despromovido na Espanha para a Segunda Divisão. Depois de quase nenhuma aparição durante a temporada, Coentrão voltou a Portugal em janeiro de 2009 e foi emprestado novamente, dessa vez ao Rio Ave.

#### A afirmação no Benfica
No dia 2 de dezembro de 2009, tendo jogado algumas partidas no Benfica como lateral-esquerdo, marcou o seu primeiro golo em competições europeias, contra o BATE Borisov, da Bielorrússia, numa vitória fora de casa por 2 a 1 pela fase de grupos da Liga Europa da UEFA. Coentrão foi um dos principais jogadores na grande temporada do Benfica, jogando um total de 43 jogos oficiais (2851 minutos), enquanto o clube conquistava a Primeira Liga e a Taça da Liga. Terminou a temporada sendo eleito o Jogador Português Revelação da Liga desse ano pelo CNID. No ano seguinte, o lateral viria a ser considerado o jogador do mês de fevereiro.
No dia 27 de setembro de 2010, titular no clube e na Seleção Portuguesa, Fábio Coentrão renovou o seu contrato com o Benfica até 2016. Já no dia 2 de novembro, marcou seu primeiro bis na carreira, ajudando numa vitória em casa por 4 a 3 contra o Lyon, pela fase de grupos da Liga dos Campeões da UEFA.

### Real Madrid

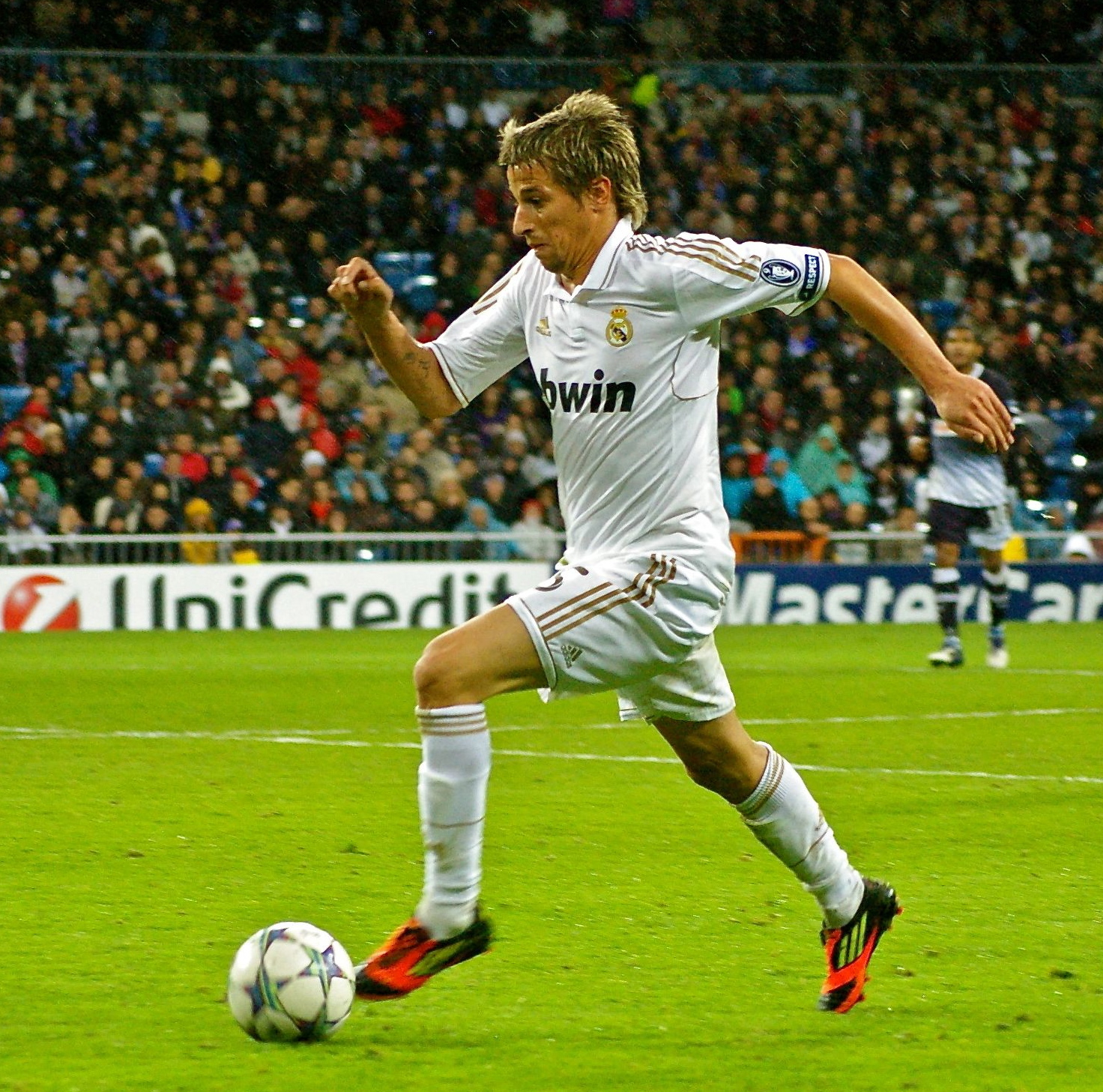
Fábio Coentrão atuando pelo Real Madrid em 2011

Em junho de 2011, após o Real Madrid praticamente ter dado como encerrada a negociação, o clube merengue voltou a carga e conseguiu convencer o Benfica a negociar Fábio Coentrão. No dia 5 de julho, a diretoria do Benfica anunciou que chegou a um princípio de acordo com o Real Madrid para a transferência do jogador, por um valor de 30 milhões de euros. Posteriormente o clube espanhol confirmou a contratação do lateral por seis temporadas, após ele ter passado nos testes médicos.
Coentrão estreou pela equipe merengue num amistoso de pré-temporada contra o Los Angeles Galaxy, no dia 16 de julho, dando uma assistência para Karim Benzema e sendo coroado homem do jogo.
No entanto, após não se adaptar ao clube espanhol e ser reserva do brasileiro Marcelo em várias ocasiões, Coentrão afirmou em julho de 2013 que desejava deixar a equipe.

### Monaco
No dia 26 de agosto de 2015, foi emprestado ao Monaco.

### Sporting
Já no mercado de transferências do verão de 2017, foi emprestado ao Sporting.

## Seleção Nacional

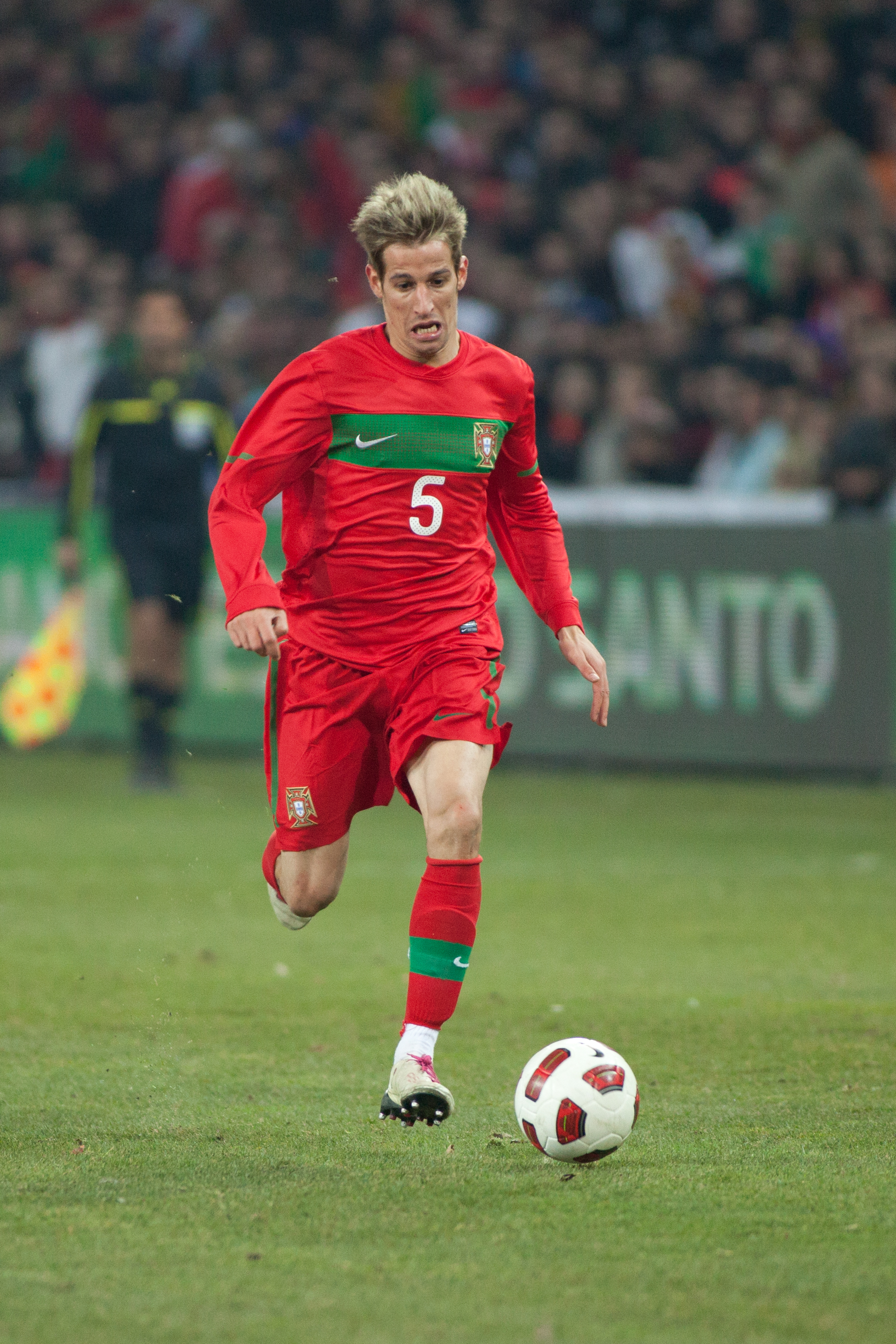
Coentrão pela Seleção Portuguesa em 2011

Internacional pelas seleções jovens de Portugal, Coentrão foi eleito em 2007 o melhor jogador do Torneio Internacional da Madeira enquanto jogava pela Seleção Portuguesa Sub-20, sendo também coroado artilheiro da competição. Posteriormente, representou o país no Mundial de Sub-20 de 2007, também durante esse ano, fez a sua estreia na Seleção Portuguesa Sub-21.
Depois de performances consistentes no Benfica, embora raramente jogasse no início da época 2009–10, Coentrão foi convocado pela primeira vez à Seleção Principal em novembro de 2009, para um jogo decisivo das Eliminatórias para a Copa do Mundo FIFA de 2010 contra a Bósnia, e fez sua estreia no dia 14 de novembro, no Estádio da Luz, entrando no segundo tempo e atuando por 21 minutos na vitória por 1 a 0.
Coentrão foi um dos 23 convocados por Carlos Queiroz para a Copa do Mundo FIFA de 2010, realizada na África do Sul. Inicialmente começando como lateral-esquerdo em detrimento de outro jogador adaptado, Duda, Coentrão atuou em todos os jogos de Portugal na competição, onde a Seleção chegou às oitavas de final. Os portugueses viriam a ser eliminados para a Espanha no dia 29 de junho, após uma derrota por 1 a 0.
No dia 10 de agosto de 2011, marcou o seu primeiro golo internacional, marcando através de um raro cabeceio na goleada portuguesa contra Luxemburgo por 5 a 0.
Três anos depois, em jogo disputado pela Copa do Mundo FIFA de 2014 no Brasil, contra a Alemanha, Coentrão se contundiu e foi obrigado a deixar a competição.

## Estatísticas

### Seleção Portuguesa
| Temporada | Jogos | Golos |
| --------- | ----- | ----- |
| 2009      | 1     | 0     |
| 2010      | 10    | 0     |
| 2011      | 8     | 1     |
| 2012      | 12    | 0     |
| 2013      | 12    | 1     |
| 2014      | 4     | 2     |
| 2015      | 3     | 1     |
| Total     | 50    | 5     |

| #  | Data                 | Local                                          | Adversário | Golos | Resultado | Competição                          |
| -- | -------------------- | ---------------------------------------------- | ---------- | ----- | --------- | ----------------------------------- |
| 1. | 10 de agosto de 2011 | Estádio Algarve, Faro, Portugal                | Luxemburgo | 3 – 0 | 5 – 0     | Amistoso                            |
| 2. | 22 de março de 2013  | Estádio Ramat Gan, Ramat Gan, Israel           | Israel     | 3 – 3 | 3 – 3     | Elim. da Copa do Mundo FIFA de 2014 |
| 3. | 5 de março de 2014   | Estádio Dr. Magalhães Pessoa, Leiria, Portugal | Camarões   | 4 – 1 | 5 – 1     | Amistoso                            |
| 4. | 10 de junho de 2014  | MetLife Stadium, Nova Jérsia, Estados Unidos   | Irlanda    | 5 – 1 | 5 – 1     | Amistoso                            |
| 5. | 29 de março de 2015  | Estádio da Luz, Lisboa, Portugal               | Sérvia     | 2 – 1 | 2 – 1     | Amistoso                            |

## Vida pessoal
No dia seguinte a ter sido campeão pelo Benfica, em 2009–10, Fábio Coentrão casou-se com Andreia Santos e dois meses depois viria a ser pai pela primeira vez, de uma menina, a quem decidiu dar o nome de Vitória.
Atualmente vive em Vila do Conde, onde é armador de um barco de pesca.

## Títulos
Benfica
- Primeira Liga: 2009–10
- Taça da Liga: 2009–10 e 2010–11

Real Madrid
- Troféu Santiago Bernabéu: 2011 e 2012
- La Liga: 2011–12 e 2016–17
- Supercopa da Espanha: 2012
- Copa do Rei: 2013–14
- Liga dos Campeões da UEFA: 2013–14 e 2016–17
- Supercopa da UEFA: 2014
- Copa do Mundo de Clubes da FIFA: 2014 e 2016

Sporting
- Taça da Liga: 2017–18